# Covei
Covei – wieś w Rumunii, w okręgu Dolj, w gminie Afumați. W 2011 roku liczyła 498 mieszkańców.